# 鴻福堂
鴻福堂（英語：Hung Fook Tong，港交所：1446）為香港一家經營生產和售賣涼茶飲品的公司，由黃正發創立，後引入從事廚具建設的謝寶達，生意日具規模，至2017年香港開設約110間專門店，在中國大陸開設約26間專門店（已全部结业）。另在中國廣東省深圳市寶安區和江門开平市生產樽裝涼茶於超級市場及便利店代售，為香港首間售賣樽裝涼茶的店舖。

## 發展年表
- 1986年，於葵涌開設涼茶館。[1]
- 1988年，共有三間分店，引入中央廚房工場制度。
- 1994年，引入自動化生產。
- 1999年，推出玻璃瓶子裝涼茶。
- 2000年，推出涼茶膠瓶裝，並發展超級市場及便利店分銷。在港鐵站內設置「健康快線」品牌分店。
- 2001年，聘用李麗珍任代言人參加香港美食博覽。
- 2002年

聘張燊悅當第二任代言人。
投資電視廣告、路演、工展會等。
獲授香港十大名牌及「香港超市十大品牌」、「香港超級品牌」等。
開拓海外市場。
旗下連鎖店更名為「鴻福堂健康快線」，於香港地鐵將軍澳綫開業。
- 2003年，生產獲ISO9001：2000、HACCP食品安全衛生管理體系、香港Q嘜等認證。
- 2004年，獲得「優質旅遊服務」計劃的認證。
- 2005年，梁文韜任集團的湯品總監，出品「自家湯」系列。
- 2006年

推出外賣速遞服務。
連續四年位列「清凉系列飲品」銷量冠軍（尼爾森調查）。
開始生產和推出糖水和小食產品。
- 2007年

開設「自家湯涼茶坊」，售賣涼茶和湯品。
2007年12月集團於深圳開設大陸第一間涼茶分店。
2007年集團涼茶秘方及專用術語得到「國家級非物質文化遺產」認證。
於香港國際機場開設24小時營運的涼茶坊。
- 2008年

與九巴合作於尖沙咀天星碼頭巴士總站開設鴻福堂九巴員工茶水站。
推出鴻福堂涼茶湯水自動售賣機。
邀得年輕偶像高皓正擔任集團第三任代言人。
推出顧客會員制度。
連續五年「清怡健體飲品」銷量第一（尼爾森調查）。
- 2009年，以社會企業模式營運「鴻福堂自家涼茶生活坊」
- 2011年，開設《鴻福堂涼茶文化館》[3]
- 2012年，鴻福堂正式協助管理清泉蒸餾水。
- 2014年，集團成功於港交所上市。
- 2016年11月7日，于粵港澳大灣區西岸江门市开平市翠山湖新区开设鸿福堂(开平)保健食品有限公司。
- 2018年12月，因亏损严重，鸿福堂在内地开设的专门店全部结束经营[4]。

## 产品
鸿福堂产品主要分为保鮮飲品和鲜制饮品，其中保鮮飲品包括草本及非草本飲品，保鮮飲品亦銷售至中国大陆、澳門、美國、加拿大、馬來西亞、澳洲、紐西蘭、菲律賓及台灣；鮮製產品主要包括草本及非草本飲品、中式湯品及龜苓膏產品，亦包括小食、甜品、飯麵、中國節日及喜慶食品。

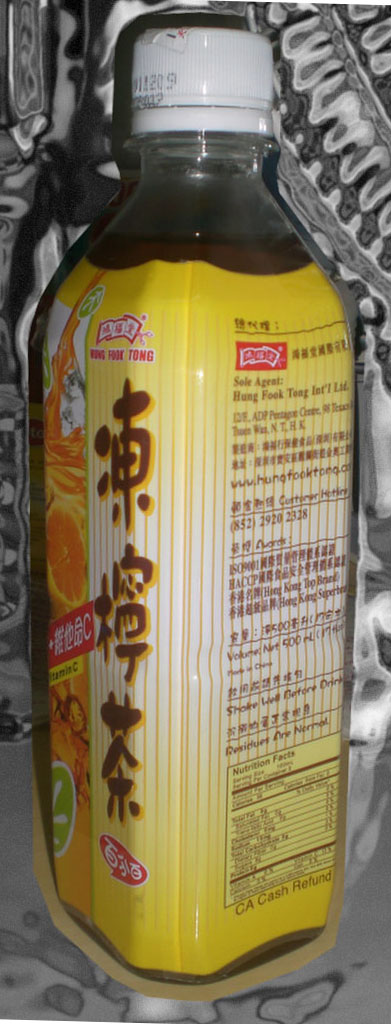
鴻福堂檸檬茶
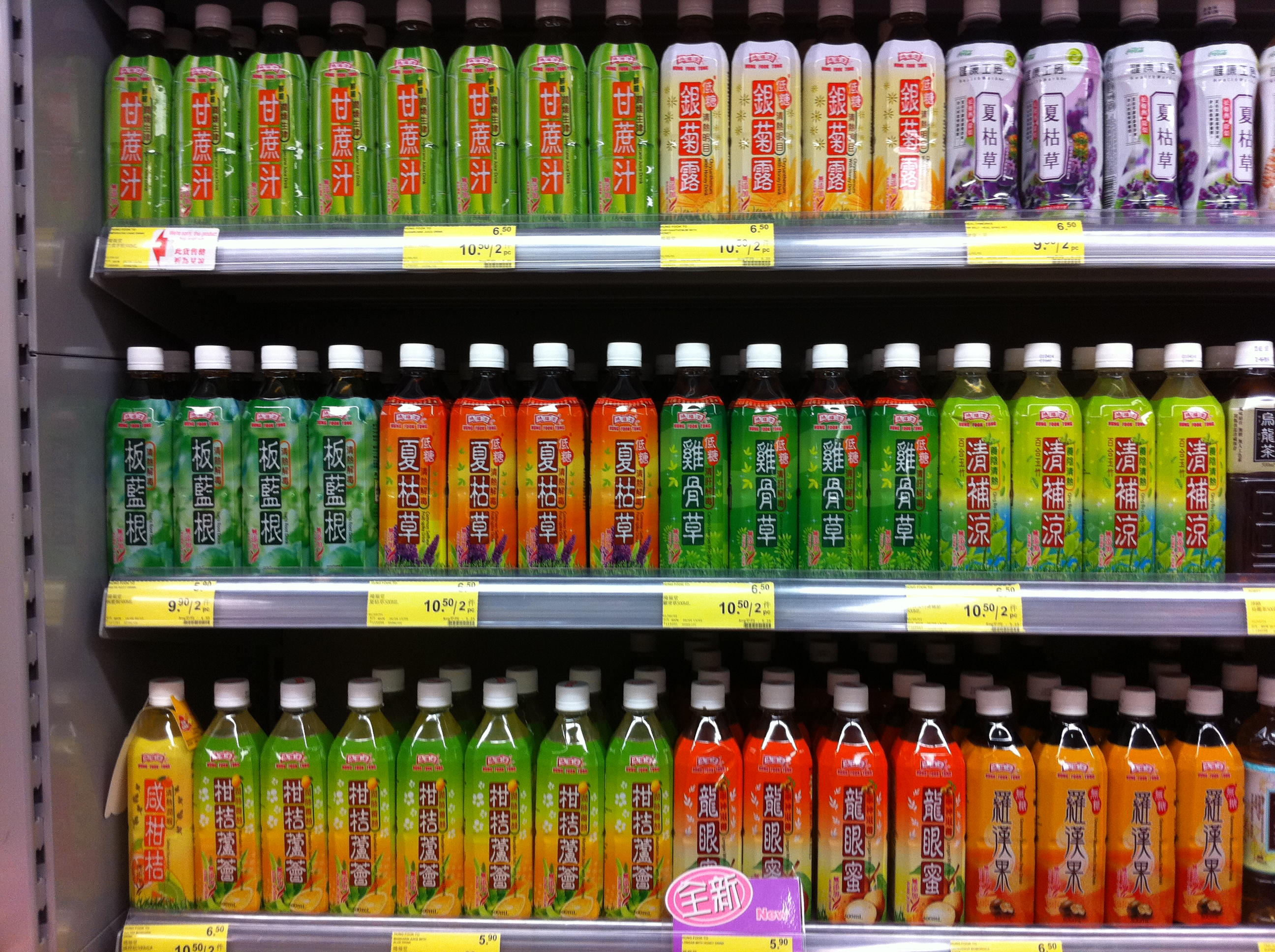
超市货架上的鸿福堂产品

## 争议
在反送中运动期间的2019年9月8日下午2時左右，有网友拍到港铁深水埗站站內的鴻福堂分店女店員高喊支持香港警察的口号。根據香港親政府網媒《香港01》的報導，有關店員除了高呼「 支持香港警察！」，還說過「打死啲學生」，因此惹起同情學生的市民不滿。不過，该店员的行为也获得了一些支持香港警察网友的支持。鸿福堂於当晚11時在Facebook發表聲明，指出“有關言論為涉事店員的‘不恰當的個人言論’，承諾會嚴肅跟進及加強培訓”。而这一声明也引发网友的批评，鸿福堂官方新浪微博也出现了多条网友的负面评论，要求其对于此事进行正面回应。目前鸿福堂产品已从中国大陆各大电商平台下架。不仅如此，鸿福堂官网的地区分类也分成了“香港”、“中国”、“海外”三类（目前已修改为“中国香港”、“中国内地”、“海外”）。

## 外部連結
- 鴻福堂集團 （页面存档备份，存于）